# Objektifiering
| Objektifiering |
| --- |
| - Betydelse – reducerande av någon till ett objekt - Varianter – sexuell objektifiering - Relaterat – sexualisering |

Objektifiering innebär att en person behandlas eller framställs som ett passivt föremål – ett objekt – snarare än en självständig individ med egna känslor, tankar och rättigheter.
Objektifiering kan ske i allt från reklam och sociala medier till i hur vi pratar om eller betraktar varandra. Det kan bidra till att människor känner sig värderade enbart för sitt utseende eller kropp, vilket kan ha negativa psykologiska effekter som minskat självförtroende och ökad kroppsångest. Berit Ås har kallat objektifiering för en härskarteknik.

## Självobjektifiering
Självobjektifiering är att betrakta sig själv som objekt. Det är vanligast bland kvinnor, och har kopplats till störd självbild samt ätstörningar.

## Sexuell objektifiering
Sexuell objektifiering är sådan där en persons kropp reduceras till något som endast är till för andras åtrå, snarare än att se hela individen.
Objektifieringen av den mänskliga kroppen förekommer flitigt inom bland annat pornografi och annan erotica. Den är ofta relaterad till den manliga blicken, ett begrepp som ursprungligen myntades för att beskriva den mansstyrda filmindustrins objektifiering av kvinnor och kvinnokroppen. Den moderna bildkulturen, med selfies och sociala medier, har också mångdubblat spridningen av bilder på människor.

## Objektifierande skällsord
Vissa skällsord använder objektifiering till att nedvärdera personen genom att likställa den med ett negativt objekt eller något objektifierat med negativ karaktär.
Ett vanligt exempel på det första är att kalla någon för ”sopa”.
Vanliga exempel på det senare är det sexistiska skällsorden ”hora”, ”sköka”, ”slyna”, ”slampa”, och ”subba” (med mera), vilka förenklat avser tjejer som ligger runt och inte värderar sin kropp som något åtråvärt, där ”hora” och ”sköka” betyder prostituterad kvinna som säljer sin kropp, ”slyna” (feminin form av ”slyngel”) ung oerfaren tjej som begår otukt, ”slampa” promiskuös kvinna, och ”subba” ett äldre begrepp för kvinnlig anställd på enklare serveringsställen och hänvisar till hur dessa ofta blev sexuellt utnyttjade eller extraknäckte som prostituerade.

## Inom konsten
Inom bland annat Performancekonst används objektifiering ibland som ett verktyg för att utforska och ifrågasätta samhällets syn på kroppen, kön, och makt. Genom att medvetet framställa sig själva som objekt kan konstnärer belysa hur vi ser på, värderar och behandlar kroppar. Till exempel har konstnären Leah Schrager använt sig själv som objekt för att utmana den manliga blicken och undersöka kvinnors relation till bilder, särskilt på internet och sociala medier.